# Madelyne Pryor
Madelyne "Maddie" Jennifer Pryor-Summers, più nota semplicemente come Madelyne Pryor, è un personaggio dei fumetti creato da Chris Claremont (testi) e Paul Smith (disegni); pubblicata dalla Marvel Comics, è apparsa per la prima volta sulle pagine di Uncanny X-Men n. 168 (aprile 1983).
È una mutante clone di Jean Grey creata da Sinistro, il malvagio genetista dei mutanti.
Inizialmente fu un semplice personaggio comprimario per poi divenire una riserva degli X-Men; infine passò tra le file degli antagonisti con un crossover incentrato proprio su di lei (Inferno), avvenuto subito dopo essere stata abbandonata dal marito Ciclope, tornato tra le braccia di Jean Grey, e aver perso suo figlio, il futuro X-Man Cable.

## Biografia del personaggio

### Origini
Madelyne Pryor venne presentata al pubblico come pilota di charter alle dipendenze della ditta di trasporti aerei Summers. Fu proprio durante una riunione della famiglia in questione che la donna conobbe Scott e che i due cominciarono una relazione. Tuttavia, un alone di mistero circondava Madelyne, a partire dal suo aspetto fisico, totalmente equivalente a quello di Jean Grey, primo amore di Scott, per finire con l'incidente aereo del quale era stata protagonista e unica superstite, accaduto esattamente lo stesso giorno che Jean si suicidava sul lato blu della luna. Ancora scosso per la morte dell'amata, Scott cominciò ad essere ossessionato dall'idea che Madelyne potesse esserne la reincarnazione e quando le espose le proprie considerazioni i due cominciarono una furiosa lite conclusasi con la manifestazione, da parte della donna, del temibile effetto Fenice, anche se in seguito si scoprì che tale manifestazione era stata il frutto delle illusioni di Mastermind, ansioso di vendicarsi degli X-Men che avevano contribuito a farlo ammattire durante la corruzione di Jean Grey in Fenice Nera. In effetti, come si legge nel volume del 2018 dedicato a Fenice, come nei fumetti originari, è Jean Fenice Nera a far impazzire Mastermind rendendolo partecipe delle esperienze della Fenice. Dopo tale discussione, Scott accettò finalmente la morte di Jean e riprese a cuor sereno la relazione con Madelyne, tanto che, poco tempo dopo, i due convolarono a nozze e l'uomo si ritirò dagli X-Men.

### Maternità
In una precedente avventura nei paesi nordici assieme agli X-Men e Alpha Flight, Madelyn scoprì d'essere incinta e nove mesi dopo diede alla luce il piccolo Nathan Summers, tutta sola all'interno dello Xavier Institute. Al ritorno dalla missione, quasi tutti si mostrarono entusiasti per la coppia, tutti tranne lo stesso Scott, che mostrò una felicità più contenuta. Accortasi di questo distacco emotivo, Tempesta lo sfidò per la guida degli X-Men, e una volta vinto il titolo di leader lo forzò ad allontanarsi dalla squadra e a trascorrere più tempo con la famiglia per adattarsi al suo nuovo ruolo di marito e padre. Anche se cercò di calarsi il più possibile in questi nuovi panni, Scott non ci pensò due volte prima di abbandonare moglie e figlio per tornare dal suo risorto primo amore, Jean Grey, dopo la chiamata di Angelo che lo informava del ritorno della donna. Riunito l'originale team di X-Men, mentre Scott formava la prima X-Factor, Madelyne subiva l'attacco dei Marauders di Sinistro che le portarono via Nathan. Sola e disperata, la donna chiamò in soccorso gli X-Men e rimase in loro compagnia anche quando affrontarono l'Avversario nella storica minisaga La Caduta dei Mutanti che portò alla morte e resurrezione dell'intero team a opera di Roma guardiana dell'Omniverso, e al trasloco di base dai dintorni di New York alla lontana Australia. Facendo credere all'interno mondo la dipartita della squadra, Madelyne s'unì al gruppo e coordinò le loro missioni rimanendo però nelle retrovie. Fu in questo periodo che, monitorando le trasmissioni mondiali, scoprì che il marito si trovava in compagnia di una rediviva Jean Grey, e iniziò una relazione sentimentale con il cognato Havok, per lenire il proprio dolore.

### Regina dei Goblin
Sentendosi tradita e addolorata per il comportamento di Scott, Madelyne cominciò a fare sogni sempre più inquietanti in cui s'infiltrò anche il demone S'ym che le offrì il potere per ferire il marito tanto quanto lui aveva ferito lei: cominciò così la sua trasformazione nella Regina dei Goblin. Catturata dai magistrati di Genosha fu portata sull'omonima isola e lì torturata fino a renderla una docile schiava desiderosa solo di servire lo stato. Durante il processo, però, qualcosa andò storto e Madelyne uccise i propri carcerieri grazie all'attivazione dei propri poteri mutanti, che in aggiunta le fecero perdere ogni istinto materno e compassionevole. Fuggita di prigione, la trasformazione in Regina dei Goblin era ormai completa, e invocando il demone N'astirh, che fece del tutto emergere i suoi talenti telepatici e telecinetici, diede inizio alla ricerca del figlio rapito, ricerca che aprì la strada a Inferno, crossover mutante.

### Inferno
Il crossover, oltre a riunire tutte le serie mutanti, servì per svelare le origini di Madelyne, la quale assieme a N'astirh compì un viaggio astrale verso l'orfanotrofio in cui Scott visse la sua infanzia, che altro non era se non la facciata pubblica del laboratorio di Sinistro. Più tardi, lo stesso genetista le rivelò d'essere il suo vero padre, o quantomeno il suo creatore. Ossessionato dall'idea di unire il patrimonio genetico di Scott con quello di Jean, dopo la morte della donna ne creò un clone al quale un frammento di Fenice diede vita. Ideato un background ed impiantate false memorie nella mente di Madelyne, la spedì in Alaska proprio quando Ciclope si trovava in visita in quei luoghi ed organizzò il loro incontro, certo che i due si sarebbero, presto o tardi, innamorati. Tuttavia, dopo aver adempiuto al suo scopo principale, cioè riprodursi ed unificare i genomi Summers-Grey, Madelyne divenne inutile agli occhi del suo creatore che inviò i propri Marauders per eliminarla ed impossessarsi del bambino. Tutte queste rivelazioni, unite al fatto d'aver compreso d'essere niente più che un mero clone della sua odiata rivale, Jean Grey, fecero del tutto perdere il senno a Madelyne, che cercò di ferire il marito ed il "padre" nell'unico modo consentitole, vale a dire sacrificando il proprio bambino in un rituale volto ad aprire le porte della dimensione demoniaca nota come Limbo. Di ritorno a New York, trasformata nella testa-di-ponte dell'invasione demoniaca, si confrontò oltre che con Sinistro, anche con gli X-Men e X-Factor, prima di convincere Havok a passare dalla sua parte e a prendere il titolo di Principe dei Goblin. Dopo che i mutanti sopraffecero N'astirh, resasi conto della propria imminente sconfitta Madelyne incrementò la sua telepatia in modo da annullare la propria esistenza e portare con sé Jean. Ciononostante, il suo suicidio non fece altro che risvegliare la forza Fenice latente in Jean, che le offrì di salvarsi solo a patto che accettasse sia l'essenza di Madelyne che quella della stessa Fenice; Jean accettò e tutti i ricordi e le esperienze del clone si riversarono nella sua psiche, facendole provare i suoi tormenti e portandola a guardare con occhio differente sia Ciclope che tutto il resto del gruppo per un certo periodo. Sconfitta la minaccia dell'invasione demoniaca, trovatosi in minoranza Sinistro rivelò la parte da lui avuta in tutti gli eventi, cosa che gli fece guadagnare l'eterno odio di Ciclope e che lo portò ad uccidere il genetista con un raggio ottico che ne incenerì il corpo lasciando solamente uno scheletro fumante.
Riunitosi al figlio e all'amata Jean, che avendo assorbito le memorie di Madelyne aveva acquisito anche il suo perduto istinto materno, divenne a tutti gli effetti la madre del piccolo Nathan, Scott trascorse un piacevole, seppur breve periodo come padre e marito di famiglia, interrotto però dal mutante Apocalisse. Vedendo nel piccolo Nathan un pericolo futuro, Apocalisse lo infettò con uno speciale virus tecnorganico, e per garantire la sua sopravvivenza, Scott e Jean lo affidarono alle cure del culto Askani, duemila anni nel futuro. Poco dopo, un misterioso e nuovo personaggio di nome Cable, fece la sua comparsa. Più tardi venne svelato che l'uomo altri non era se non il piccolo Nathan, figlio di Scott e Madelyne di ritorno dal futuro nel quale era stato inviato.

### Ritorno?
Madelyne ricomparve misteriosamente, anni dopo, affetta da amnesia. Fatta risorgere per mano di Nate Grey, figlio di Jean e Scott proveniente dall'Era di Apocalisse, questa Madelyne venne presa in custodia dalla strega mutante Selene e servì all'interno del Club infernale come sua Torre Nera. Ristorate le sue memorie grazie all'operato di Tessa, la donna incontrò l'ex-marito ed il figlio sul piano astrale mentre stava nuovamente per abbandonare la vita.
Più tardi, una nuova Madelyne, proveniente da una linea temporale parallela, fece la sua comparsa. A questo punto la biografia comincia a farsi incerta, poiché una volta interrogata, la donna affermò di aver rimpiazzato la Madelyne di Terra-616 già da qualche mese con il suo consenso.

### Regina Rossa
Utilizzando Empath come fantoccio per porsi alla guida della Setta Infernale, la Regina Rossa ha ordinato il pestaggio di numerosi mutanti e l'incendio di diverse abitazioni e proprietà allo scopo di allontanare gli X-Men da San Francisco, loro nuova dimora. Quando il gruppo mutante fa irruzione nel quartier generale della Setta, la Regina interroga Empath a proposito di Emma Frost e, assunte le sue sembianze, seduce Scott. Contemporaneamente appare a Madripoor dove chiede a Chimera di unirsi a lei nel compimento di un personale progetto; in cambio, una delle persone da lei amate ed ora defunta sarà riportata in vita. A San Francisco, intanto, in uno dei locali in cui Dazzler si esibisce, Scott dice ad Emma di aver visto tra la folla una donna dal viso familiare: la sua defunta ex moglie Madelyne Pryor.
Dopo aver reclutato Martinique Jason fra le strade di S.F. e Chimera a Madripoor, Madelyne si reca nel Mojoverso dove si offre di resuscitare una delle persone che la morte portò via a Spirale e Lady Deathstrike in cambio del loro appoggio nella sua vendetta contro gli X-Men. Ultimata la formazione con Lady Mastermind, unitasi dopo la sua promessa di resuscitarle il padre, Madelyne invia Chimera, Lady Deathstrike e Spirale a Tokyo per trafugare il corpo deceduto di Kwannon su cui più tardi eseguirà un rituale mistico facendovi tornare al suo interno la psiche di Psylocke e asservendola al suo volere. Dopo aver svelato alle sue ragazze che non possiede un corpo spiega che quello su Psylocke non era altro che un test per verificare se fosse possibile trasferire la psiche in un corpo morto. Prima d'inviare la Sorellanza contro gli X-Men spiega il suo piano: trasferire il suo spirito nel corpo di una grande telepate deceduta. Assediata la base di Graymalkin, recupera una ciocca di capelli di Jean Grey sulla quale esegue un incantesimo che la porta direttamente nel cimitero in cui è sepolta. Occupando gli X-Men in uno scontro con la Sorellanza, Madelyne entra in contatto con il corpo ma Ciclope, avendo previsto questa mossa, lo aveva precedentemente fatto sostituire da Domino con quello di un altro, perciò Madellyne non può operare il suo incantesimo e scompare nel nulla.

### I Cinque della Fenice
Durante il crossover in cui la Forza Fenice si scinde in cinque e si impossessa di cinque mutanti, si scopre che Sinistro ha creato una sua città sotterranea, abitata da infiniti cloni di sé stesso. Sinistro attira i Cinque della Fenice nella sua città per cercare di impadronirsi dei poteri cosmici dell'entità, attraverso l'uso di sei cloni di Madelyne Pryor, creati da lui appositamente e sotto il suo totale controllo. Il piano ha inizialmente successo, ma alla fine la Fenice gli si ribella, e distrugge le sei Madelyne.

## Poteri e abilità
Come clone genetico di Jean Grey, Madelyne possiede le sue stesse abilità mutanti, vale a dire telepatia e telecinesi. Oltre a queste, dopo la sua corruzione demoniaca è stata anche capace di utilizzare vari incantesimi di vario tipo e livello e di richiamare demoni da altre dimensioni, divenendo una specie di ibrido tra mutante/strega demoniaca. A seguito della sua resurrezione per mano di Nate Grey, ha mostrato di possedere ancora le prime due abilità, anche se ad un livello sostanzialmente molto inferiore, e, al contrario di Jean, ha sviluppato la capacità di aprire varchi spazio-temporali, sia per la propria, che per altre dimensioni, di spostarsi facilmente per il piano astrale e di drenare energia psionica da altri mutanti, così da incrementare le proprie abilità (potere acquisito da Selene).
Come Regina Rossa sembra possedere ancora alcune doti telepatiche e limitate doti telecinetiche, mentre ha considerevolmente sviluppato i suoi poteri magici. Essendo un'entità incorporea, poiché il corpo di Madelyne è rimasto irrimediabilmente distrutto, il suo piano era proprio quello di riuscire ad abitare le spoglie dell'unico altro mutante dotato di capacità psioniche pari alle sue, quello di Jean Grey.

## Altre versioni

### X-Men: The End
In questa alternativa linea temporale, Madelyne risorge ancora una volta con l'unico scopo di eliminare il marito, e per fare ciò non esita ad allearsi con gli Skrull e gli Shi'ar, entrambe razze nemiche dei mutanti. Uccisa Dust e presone il posto, si avvicina sempre più al marito ma esita nel compiere la propria missione poiché comprende che l'uomo l'ha, seppur brevemente, amata. Dopo la morte di Jean e Cable, Madelyne svela a Scott di essere una parte importante dell'anima della donna, e si sacrifica per farla nuovamente risorgere. Dopo la rinascita di tutti gli X-Men e la loro fusione nell'albero della vita per salvare l'universo, il nome di Madelyne compare nella lista di X-Men che si sacrificarono per il bene del creato.